# Zalabai Péterné
Zalabai Péterné, Ági (Budapest, 1942. május 8. –) a Motiváció Alapítvány képviselője, fejlesztési vezetője; szociális munkás, rehabilitációs környezettervező szaktanácsadó. A hazai fogyatékosellátás megújítója, az Önálló Életvitel Mozgalom egyik hazai meghonosítója, az ehhez szükséges szolgáltatások megteremtésének úttörője.

## Életpályája
Eredeti végzettsége szerint kutatóvegyészként dolgozott a Kőbányai Gyógyszerárugyárban és a Finomvegyszer Szövetkezetben, ahol többek között a propolisz-alapú PROPUR termékcsalád kifejlesztésében vett részt. Karrierváltását legidősebb gyermeke, Zalabai Gábor 1981-ben bekövetkezett balesete hozta. A négyvégtag-bénult fia ellátása az akkori viszonyok között nagy nehézséget és még nagyobb kihívást jelentett. Ismerősök révén kapcsolatba kerültek dr. Gadó Pállal, a Mozgássérültek Budapesti Egyesületének főtitkárával, akinek hatására a fogyatékosügy felé fordultak, és ettől kezdve anya és fia egymást kiegészítve változtatták meg a hazai fogyatékosellátás rendszerét és szemléletét, honosították meg az Önálló Életvitel (Independent Living) mozgalmat Magyarországon.
1990-ben bekerült a Budapest Főváros 22. kerületi Önkormányzatának Szociális Bizottságába; az integrált oktatással és a fogyatékos emberek foglalkoztatásával kapcsolatos előterjesztései nyomán a kerületben elindult Magyarország első integrált óvodája.
Az önálló életvitel megvalósítását segítő szolgáltatások biztosítása érdekében 1991 májusában létrehozta a Motiváció Mozgássérülteket Segítő Alapítványt, amelynek azóta is vezetője, és amelytől neve elválaszthatatlan.
1992-ben, 50 éves korában kezdte meg tanulmányait a Bárczi Gusztáv Gyógypedagógiai Főiskola Szociálismunkás-képző szakán, ahol 1996-ban végzett. Ezenfelül rendelkezik marketing-menedzseri, nonprofit menedzseri és szociális menedzseri szakirányú, vezetés-szervezés szakközgazdász végzettséggel. 2002-ben (60 évesen) kezdte meg tanulmányait az építészmérnöki rehabilitációs szakmérnöki karon, amelyik harmadik diplomája lett. Rehabilitációs környezettervező szakértőként, rehabilitációs szakmérnökként számos középület akadálymentesítése fűződik a nevéhez (pl. Corvinus Egyetem főépület, Észak-magyarországi Munkaügyi Központ területén működő összes munkaügyi kirendeltsége (BAZ, Heves, Nógrád megye).
Az ő ötlete alapján született meg 1996-ban az Első Magyarországi Kerekesszékes Divatbemutató , és 2008-ban a Fordítva című rövidfilm, Spáh Dávid rendezésében.
Fáradhatatlanul vesz részt Budapest akadálymentesítésében és képviseli a fogyatékos emberek érdekeit, számos javaslatot tesz a kerületek és a főváros bizottságaiban, pl. Esélyteremtő Budapest Munkacsoport (2021). Konferenciákat, kiállításokat, rendezvényeket szervezett az integráció, az esélyegyenlőség témakörében. A Motiváció Alapítvány 15 éves évfordulójára (2006) nagyszabású gálaestet szervezett a Magyar Telekom székházába, Sólyom Erzsébet (a köztársasági elnök felesége) fővédnökségével. A harmincadik évforduló ünneplésére (2021) rányomta bélyegét a pandémia: egy szerényebb ünnepség és egy könyv összeállításával köszöntötték a kerek évfordulót.
Számos szervezet munkájában vett és vesz részt tanácsadóként, partnerként. Megszámlálhatatlan konferencia, workshop, szakmai beszélgetés előadója. Több oktatási intézményben tanított.
Elismerései közül kiemelkedik a Magyar Érdemrend lovagkeresztje (2003) és a Példakép – Példaképp díj (2022). Számtalan tanulmány, módszertani kézikönyv szerzője, pl. Élő otthon (2003) és Élő munkahely (2008).

## Motiváció Alapítvány
Zalabai Péterné neve és a Motiváció Alapítvány elválaszthatatlan egymástól. 1991-től alapító-ügyvezetőként, később fejlesztési igazgatóként az alapítvány szervezeti egységeinek, programjainak, eseményeinek kitalálása mind a nevéhez fűződik.
1991 májusában, az önálló életvitel megvalósulásának segítésére jött létre az alapítvány, a legelső időkben tanácsadó-információs irodaként; a munkatársak mindegyike fogyatékossággal élő személy volt.
1992-ben elindult szállító szolgálatuk, majd 1993 októberében elindították Magyarországon először személyi segítő szolgálatukat, amely az önrendelkező életvitel alapfeltétele. Személyi segítők kézikönyve c. kiadványukban rögzítették a szolgáltatás módszertanát és alapelveit. A szolgáltatás során kialakított módszertan számos eleme épült be a későbbi Támogató Szolgálatokkal kapcsolatos törvénybe, az Alapítvány hosszú évekig módszertani központként segítette az ország más pontjain kialakuló támogató szolgálatok létrejöttét.
1992-ben indult ugyancsak egyedülálló szolgáltatásuk, a Speciális Munkaközvetítő Iroda, amely az első időkben leginkább mozgássérült embereknek keresett munkahelyet. Hamarosan változtattak az irányelveken, és egy sokkal összetettebb, ún. Komplex Munkaerőpiaci Szolgáltatás keretében a munkaadó és a munkavállaló igényeinek megfelelően nyújt mindenre kiterjedő munkaerőpiaci szolgáltatást mind a mai napig.
1992–1993 folyamán Magyarországon elsőként valósítottak meg komplex akadálymentesítési tevékenységet a Nyitott Város Kalauz Akciócsoport keretében, 6000-nél több fővárosi közintézmény és szolgáltató akadálymentes felmérését végezték el, amelyhez a teljes módszertant is maguk dolgozták ki. 1995-ben megjelentették egy német segédlet fordítását, az „Ajánlatok kereskedelmi egységek bejáratának és belső tereinek kialakításához” c. kiadványt; 1998-ban közreműködésükkel készült el az „Akadálymentes környezet építészeti tervezési segédlet” CD-ROM. További kiadványaik az akadálymentesítés témakörében: Budapesti útikalauz sérült embereknek, Élő Otthon (2003) és Élő munkahely (2008), Motility (Mozgásképesség) turisztikai adatbázis fogyatékos embereknek (2010).
A 90-es évek közepén elindították érzékenyítő programjaikat óvodák és iskolák számára: esélyórák keretében fogyatékos fiatalok saját tapasztalataikat osztották meg a 3–18 éves korosztállyal. Az integrációt segítő programjaikkal számos rendezvényen is részt vettek, pl. a Sziget Fesztiválon vagy az Ability Parkban.
1996. november 15-én a De JuRe Alapítvánnyal közösen megszervezték az Első Magyarországi Kerekesszékes Divatbemutatót, a tervező Zoób Kati volt,  a fővédnökséget Göncz Árpádné vállalta, Schubert Éva színésznő volt a ceremóniamester. A Magyar Kultúra Alapítvány székházában tartották az eseményt; a L’Oréal sminkesekkel és fodrászokkal támogatta a megvalósulást.
1997-ben részben az alapítvány lobbitevékenységének köszönhetően megszületett a felsőoktatási törvény a fogyatékossággal élő hallgatók tanulmányainak folytatásához szükséges esélyegyenlőséget biztosító feltételekről, amely rendelkezik a fogyatékos hallgatók jogairól, valamint létrejött a fogyatékosügyi koordinátor státusz a felsőoktatásban.
2004 óta működtetik jogsegélyszolgálatukat.
2008-ban az alapítvány megbízásából készült el a Fordítva című film.
2012. december 16-án az Együttható Egyesülettel partnerségben a Point of View (Nézőpont) integrált csoport színdarabját mutatták be Tükörkép – Re:mind Me címmel az Angyalföldi Gyermek- és Ifjúsági Házban.
2014. április 11-én Teret adunk az esélyeknek címmel a Ferenciek terén tartottak egy, a felszíni közlekedést, egyenlő esélyű hozzáférést biztosító akadálymentes környezetet népszerűsítő eseményt, a „Miénk a belváros főutcája” önkormányzati rendezvénysorozathoz illeszkedve.
2015–2019 között évente rendezték meg az Ntone Eventtel közösen az Integrált Sárkányhajó fesztivált Sukorón.

## Díjai, elismerései
- 2003-ban megkapta a Magyar Érdemrend Lovagkeresztjét (polgári tagozat)
- 2009-ben Promenád-díj: a kiemelkedő civil tevékenységet végző nőket díjazta a Partners Hungary Alapítvány
- 2022-ben Példakép–Példaképp díjat kapott[13]

## Művei, publikációi
- Önálló életvitel és személyi segítés, Esély folyóirat, 1997/5.
- Fővárosi szociális kalauz 1995., 1996., 1997 Archiválva 2022. május 7-i dátummal a Wayback Machine-ben
- Hogyan segítsük sérült embertársainkat? Archiválva 2017. április 23-i dátummal a Wayback Machine-ben, szerk., Motiváció Alapítvány, Budapest[14]
- Személyi segítők kézikönyve, Budapest, 1997., Dallos Éva – Detrich Zsuzsanna – Debrecenyi Károly István – Dr. Ferenczyné Dóra Tamara – Dr. Kállayné Őry Csilla – Litavecz Anna – Névery Katalin – Dr. Ohly Éva – Polinszky Tibor – Dr. Rupp Mária – Zalabai Péterné
- Munkaerő-piaci segítő szolgálat , Dávid Andrea – Füzessy Józsefné – Dr. Gere Ilona – Horgyienkó Éva – Janovics László – Matus Ágnes – Móricz Rita – Szellő János – Zalabai Péterné, Módszertani kézikönyv, 2003.
- Foglalkoztatáspolitika, munkaerőpiac, esélyegyenlőség, Motiváció Alapítvány, 2005.[15]
- A Motiváció Alapítvány módszertani kézikönyve foglalkozási rehabilitációs szolgálatok számára, Budapest, 2006, ELTE BGGYK
- Megfelelő embert a megfelelő helyre, tippek és tanácsok a fogyatékkal élők munkahelyi befogadásának elősegítésére  Archiválva 2022. február 7-i dátummal a Wayback Machine-ben, Zalabai Péterné – Végh Katalin – Csapó Gábor, 2006.
- Vezető-sáv – a teljeskörű munkahelyi akadálymentesítéshez munkáltatók számára, Csányi Zsuzsanna – Halmos Szilvia – Szabó Miklós – Jasper Éva – Palkovics Rozália – Vég Katalin – Zalabai Péterné, Salva Vita Alapítvány, 2008
- Önálló életvitelt segítő eszközök, munkahelyi akadálymentesítés és munkaeszközök adaptációja , jegyzet, ELTE Bárczi Gusztáv Gyógypedagógiai Kar, Budapest, 2009.
- Az élő otthon (Ötletek és javaslatok lakókörnyezetünk akadálymentes kialakításához), Zalabai Péterné – Vízvárdi András, Budapest, 2003
- Az élő munkahely – Foglalkozási rehabilitációról munkaadóknak  Archiválva 2022. május 7-i dátummal a Wayback Machine-ben,  Zalabai Péterné – Vízvárdi András, Budapest, 2008
- Célcsoportok bemutatása foglalkozási tanácsadók részére , segédlet, Fogyatékos Személyek Esélyegyenlőségéért Közhasznú Nonprofit Kft., 2014., Dr. Harangozó Judit – Jásper Éva- Pántya Erika – Dr. Perlusz Andrea – Dr. Petky Ferenc – Simonné Janzsó Tünde – Valiczkó Éva – Zalabai Péterné
- Alternatív munkaerőpiaci szolgáltatás, egységes szolgáltatás módszertan , Fogyatékos Személyek Esélyegyenlőségéért Közhasznú Nonprofit Kft., 2014., Deák Éva – Füzessy Józsefné – Daróczy-Hajas Klaudia – Hajas György – Jásper Éva – Kóródi Edit – Pántya Erika – Török Réka – Valiczkó Éva – Végh Katalin – Zalabai Péterné

## Interjúk, sajtó
- Csakazértis, Gábor, Népszabadság, 1986. január 4.[16]
- Tolókocsis menet a miniszterhez, Népszava, 1989. szeptember 16.[17]
- Az élet minőségéért…, Magyar Hírlap, 1993. április 20.[18]
- Fogyatékosok kalauza, Vasárnapi Hírek, 1993. június 27.[19]
- A közintézményekből kiszorulnak a fogyatékosok, Népszabadság, 1994. december 6.[20]
- Speciális munkaközvetítő, Népszabadság, 1995. január 7.[21]
- Otthonukban gondozzák a fogyatékosokat, Népszabadság, 1995. január 20.[22]
- Önálló életvitel kis segítséggel, Látlelet, 1995. 8-9. szám[23]
- Elkészült a szociális kalauz – Minden tizedik fővárosi fogyatékos, Magyar Hírlap, 1995. december 14.[24]
- Fővárosi Szociális Kalauz – Számba vették a szolgáltatórendszert, Esti Hírlap, 1996. január 20.[25]
- Kevés a pénz, nehezebb támogatást szerezni, Motiváció Alapítvány a fogyatékos emberek megsegítésére, Népszabadság, 1996. szeptember 25.[26]
- Készül a szociális kalauz, Népszabadság Budapest melléklet, 1996. november 1.[27]
- Kerekes szék és tűsarok, Kurír – reggeli kiadás, 1997. január 7.[28]
- Sokszor sérülnek a fogyatékosok jogai. Népszabadság, Budapest melléklet, 1997. július 11.[29]
- Esélyegyenlőség vagy diszkrimináció, Népszabadság, 1997. szeptember 22.[30]
- A mozgássérültekre nem gondoltak a tervezők, Népszava, 1998. január 21.[31]
- Főnökünk a számítógép?, Magyar Hírlap, 1998. február 6.[32]
- Munkaközvetítő és tanácsadó fogyatékosoknak, Népszabadság Budapest melléklet, 1998. július 31.[33]
- A fogyatékosság nem jelenthet állandó tétlenséget, Speciális munkaközvetítő iroda a fővárosban, Népszabadság Budapest melléklet, 1998. szeptember 16.[34]
- Helyt kell állni az egészségesek között, Népszabadság, 1999. október 5.[35]
- Kerekes székes ügyintézés zökkenőkkel, Népszabadság – Budapest melléklet, 2001. november 3.[36]
- Segítség fogyatékosoknak, Népszabadság Budapest melléklet, 2002. július 22.[37]
- Lépcsőrengeteg az Erzsébet téren, Népszabadság Budapest melléklet, 2002. augusztus 3.[38]
- Akadálymentesítés, szorít a határidő, Népszabadság Budapest melléklet, 2002. szeptember 27.[39]
- Sérült emberek beilleszkedéséért, Budapesti Nap, 2002. november 21.[40]
- Fogyatékosokat támogató szolgálat, Népszabadság Budapest melléklet, 2003. január 10.[41]
- Akadályokkal és azok nélkül, Népszabadság Budapest melléklet, 2003. január 15.[42]
- Útikalauz mozgáskorlátozottaknak, Népszabadság Budapest melléklet, 2003. január 28.[43]
- Nem épült rámpa a körtéri aluljáróba, Népszabadság Budapest melléklet, 2003. március 25.[44]
- Akadályokkal teli élet a kerekes székben, Budapesti Nap, 2003. május 16.[45]
- A korlátok országa, 168óra, 2003. június 12.[46]
- Új szemléletű épületekre van szükség, 2003. június 17.[47]
- Megszenvedte a lovagkeresztet, Budapesti Nap, 2003.szeptember 4.[48]
- Új pályán – negyven felett, Népszabadság, 2003. november 18.[49]
- Tanulásra hív a Motiváció, Népszava, 2005. március 2.[50]
- Rámpát a ranglétrára!, Népszabadság, 2013. december 7.[51]
- A fogyatékossággal élő gyermekek anyukái számára sok ajtó zárva marad, Ridikül.hu, 2016. június 28.[52]
- Fölzaklató citeraszó, Szabad Föld, 2018. november 16.[53]

## Galéria

Önálló Életvitel Központ workshop, 1999
2008-ban a Motiváció Alapítvány dolgozóival
Érzékenyítő nap a Magyar Telekomnál, 2010
Fogyatékosság-barát Munkahely, 2012
Juventus Rádió, 2013. Fehér Mariann-nal
Teret adunk az esélyeknek rendezvény, Ferenciek tere, 2014
2021-ben, 30 éves a Motiváció Alapítvány